# Bosroger
Bosroger este o comună în departamentul Creuse din centrul Franței. În 2009 avea o populație de 104 de locuitori.

## Evoluția populației
| An        | 1975 | 1982 | 1990 | 1999 | 2006 | 2009 |
| --------- | ---- | ---- | ---- | ---- | ---- | ---- |
| Populație | 101  | 98   | 80   | 76   | 94   | 104  |